# Bolbaffroides
Bolbaffroides es un género de coleóptero de la familia Geotrupidae.

## Especies
Las especies de este género son:
- Bolbaffroides carinicollis Castelnau, 1840
- Bolbaffroides kubaricus Krikken, 1978
- Bolbaffroides rollii (Muller, 1941)
- Bolbaffroides scotti Paulian, 1948
- Bolbaffroides serripes Fairmaire, 1882
- Bolbaffroides validus Klug, 1843